# Dubbele breking

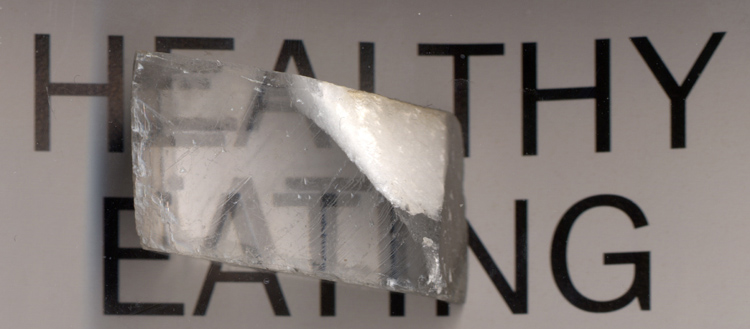
Dubbele breking door calcietkristal. Er ontstaan twee verschoven beelden van de E, A en T, voor iedere polarisatierichting een.

Dubbele breking is het verschijnsel dat een op een materiaal invallende lichtbundel wordt gesplitst in twee bundels die een verschillend pad volgen, in onderling loodrecht gepolariseerde componenten. Dit verschijnsel werd ontdekt door Christiaan Huygens. Dubbele breking is een verschijnsel dat onder meer optreedt bij kristallen van een lagere symmetrie dan kubisch. Een goed voorbeeld daarvan is het mineraal calciet. Materialen die dubbele breking vertonen noemt men dubbelbrekend.

## Verklaring
Een mineraal met een relatief lage symmetrie is anisotroop. Dat wil zeggen dat de diëlektrische eigenschappen afhangen van de richting van de elektrische veldsterkte vector E ten opzichte van de voortplantingsrichting. Het verband tussen vector E en de diëlektrische verplaatsing vector D is dan niet meer een scalaire factor, traditioneel aangeduid met ε (epsilon), maar een tensor van rang 2, die grootte en richting van vector D ten opzichte van vector E bepaalt. De brekingsindex van (transversale) elektromagnetische golven hangt dan dus af van zowel de voortplantingsrichting als van de polarisatierichting. Dit heeft onder andere tot gevolg dat een voortplantingsvector van een golf niet meer loodrecht op een golffront staat. De wet van Snellius gaat dan niet meer op.
Een lichtbundel die een kristal binnentreedt, wordt daarom zelfs bij loodrechte inval opgesplitst in onderling loodrecht gepolariseerde delen die zich in verschillende richtingen door het kristal voortbewegen met verschillende snelheden. Het verschijnsel werd ontdekt door Rasmus Bartholin.
Dubbele breking treedt ook op in andere anisotrope stoffen, zoals vloeibare kristallen in de nematische fase, maar ook in bepaalde kunststoffen onder mechanische spanning en in oplossingen van polymeren die aan een stroming worden onderworpen.

## Voorbeeld
Calciet heeft een drietallige as als hoofdas. In de richting van de hoofdas is de lichtsnelheid in het kristal anders dan loodrecht daarop.

## Toepassing
De dubbele breking, die wordt samengevat in diagrammen, wordt gebruikt bij het determineren van mineralen in slijpplaatjes. Het verschil in brekingsindex voor verschillende transversale trillingsrichtingen is vaak de enige bruikbare manier om mineralen van elkaar te kunnen onderscheiden.